# Vélocipède
Cet article possède un paronyme, voir Vélo.

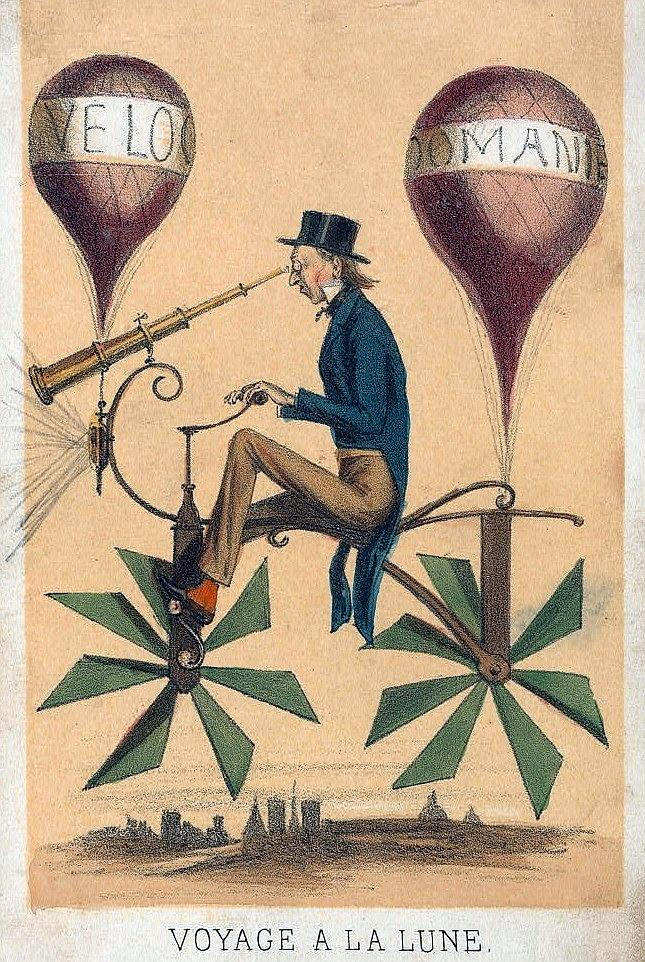
Vélocipédomanie (dessin humoristique français anonyme, paru entre 1865 et 1870).

Les vélocipèdes sont l'ensemble des cycles à propulsion humaine, quel que soit leur nombre de roues.
Vélocipède fut le nom français donné par Karl Drais à sa draisienne, pour son importation en France en 1818, avant de devenir un nom générique. Il est à l'origine du terme vélo, utilisé en langage courant pour désigner une bicyclette.

## Histoire

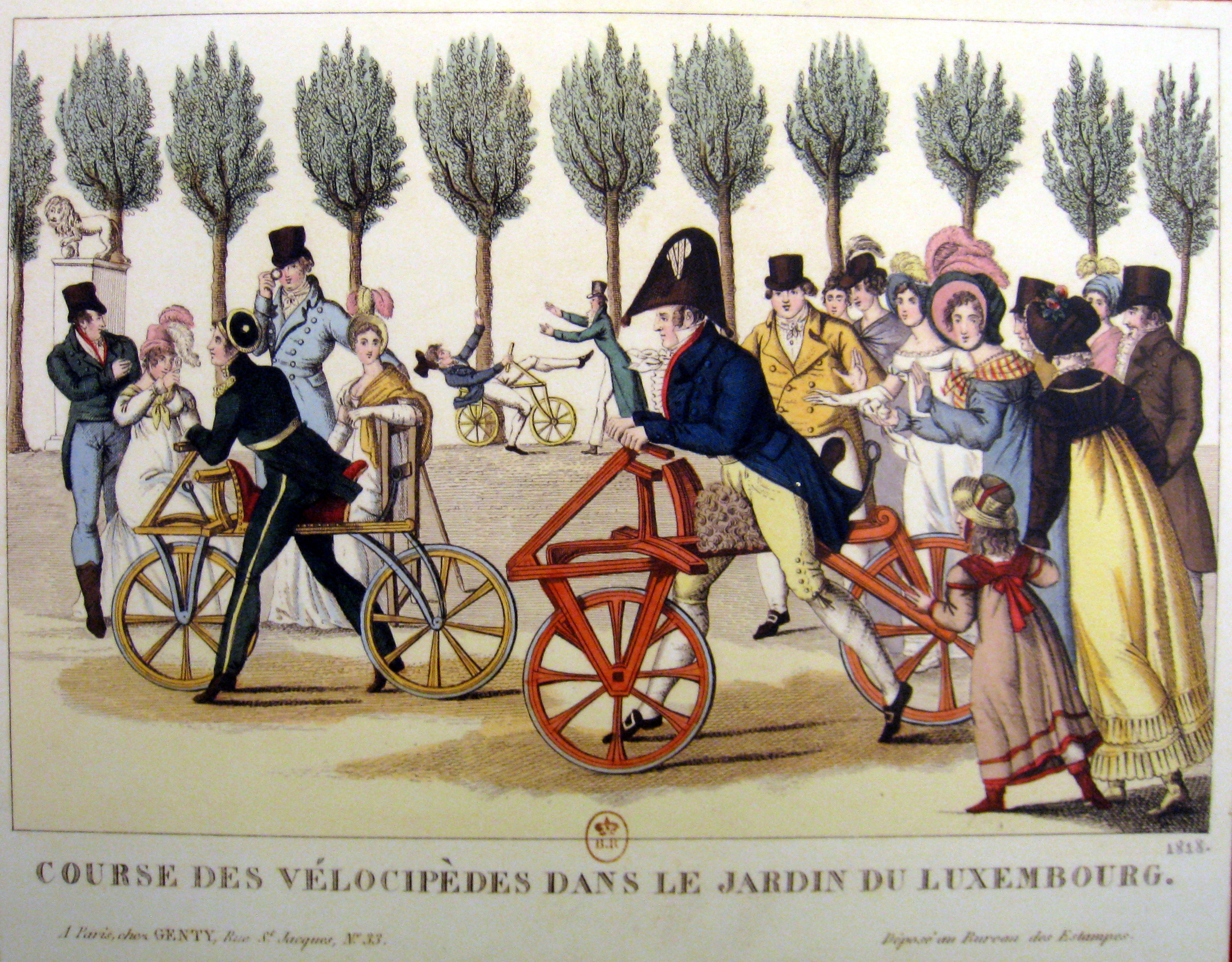
Course - officieuse - de draisiennes au jardin du Luxembourg, en avril 1818.

En 1818, l'avocat Louis-Joseph Dineur emploie le terme « vélocipède » lorsqu'il dépose une demande d'un brevet d'importation de cinq ans au nom de son client Karl Drais qui cherche à commercialiser sa draisienne, présentée l'année précédente à Mannheim. Il a auparavant hésité à utiliser « machine à courir », traduction de l'allemand « Laufmaschine ». Le 5 avril 1818, le Journal de Paris confirme cette appellation en l'utilisant, associée à « draisienne », pour annoncer une course au jardin du Luxembourg. La draisienne comportait deux parties principales, le cadre assez bas pour que les pieds puissent toucher le sol et le train de direction relié au cadre par un pivot commandé par un timon directeur (dénomination du guidon).
Cette même année on relève un brevet pour un vélocipède à trois roues déposé en Grande-Bretagne par Denis Johnson. Mais une première application pourrait remonter à 1680 en Allemagne. En 1789 apparaissent les premières appellations de bicycle et de tricycle adulte ; ainsi que la création par les français Blanchard et Maguier d'un premier type à pédales. Selon l'office du Tourisme de Cholet, s'appuyant sur des travaux de l'historien Geoffrey Ratouis - dès 1840, le choletais Victor Foyer, serrurier-carrossier, aurait fabriqué un vélocipède à trois roues, complètement en fer léger, avec selle et frein. Du fait de sa stabilité, le tricycle adulte va connaître un grand succès.

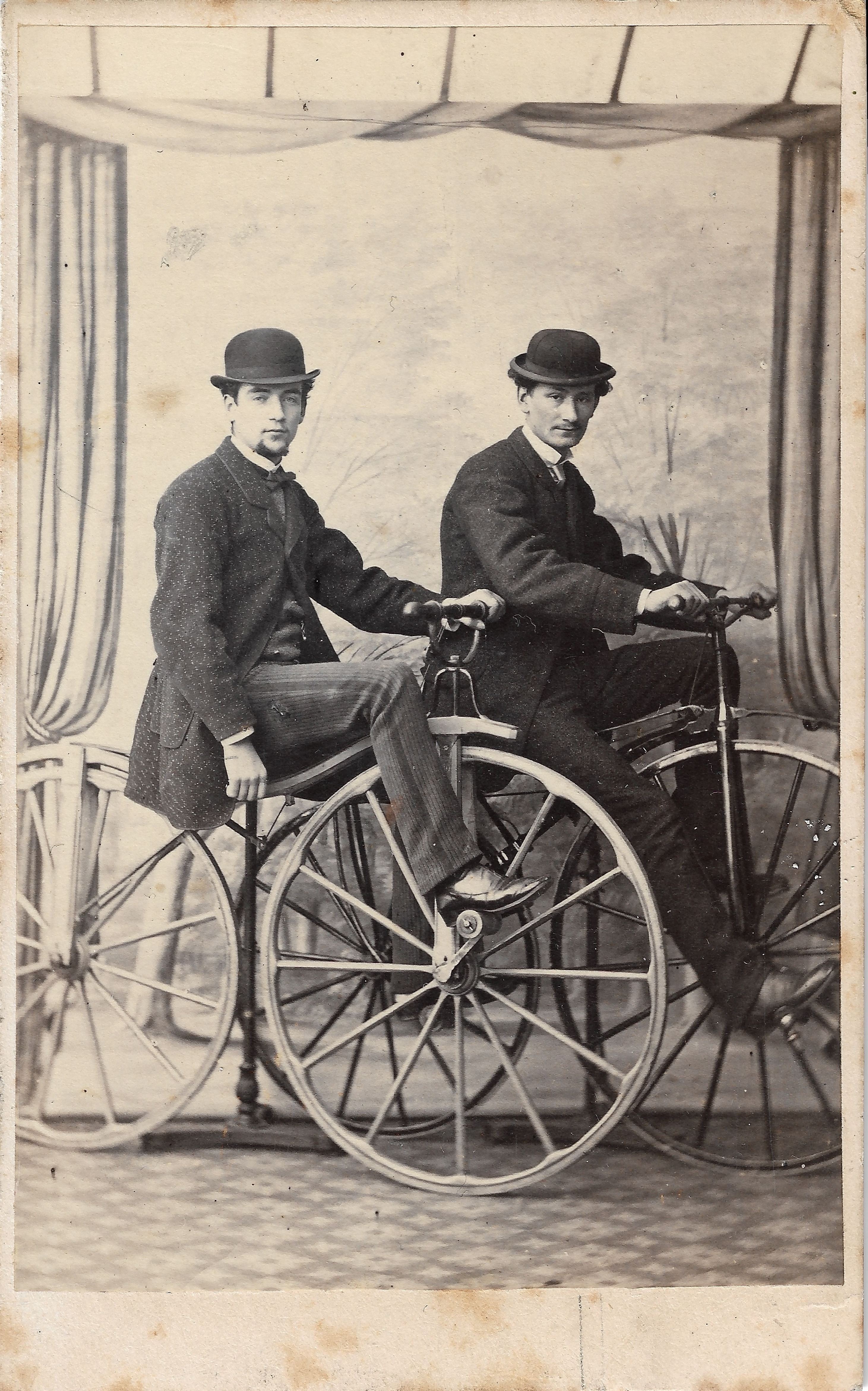
Autoportrait de deux hommes sur des vélocipèdes, 1868.

Le vélocipède tombé dans un relatif oubli fut amélioré par l'artisan serrurier Pierre Michaux, qui aurait inventé la pédale, avec son fils Ernest en 1861, produisant une machine appelée « vélocipède-Michaux » ou michaudine, vendue pour un minimum de 250 francs (soit une année de salaire d'ouvrier manuel). L'engin connaît un beau succès dans la haute société : le fils de Napoléon III se met en tête de convertir toute la cour au « vélocipède », au point qu'on le surnomme « Vélocipède IV ». Le Français Pierre Lallement a déposé le 20 novembre 1866 le brevet n° 59,915 pour le vélocipède. Comme il n'avait pas de ressort au siège, il fut aussi appelé "tapecul". Il a été amélioré dans les années 1869-1870 notamment par des bandages en caoutchouc plein (premier brevet pris le 24 novembre 1869 par Clément Ader) remplaçant le cerclage de fer et par des roues aux rayons métalliques en tension (brevet n° 86705 pris le 4 août 1869 par Eugène Meyer). Parmi ces inventions, le vélocipède à vapeur à propulsion par la roue arrière construit par Louis-Guillaume Perreaux, avec les établissements Michaux, dont un modèle existe au musée d'Île-de-France à Sceaux préfigure la moto : c'est le premier cyclomoteur.

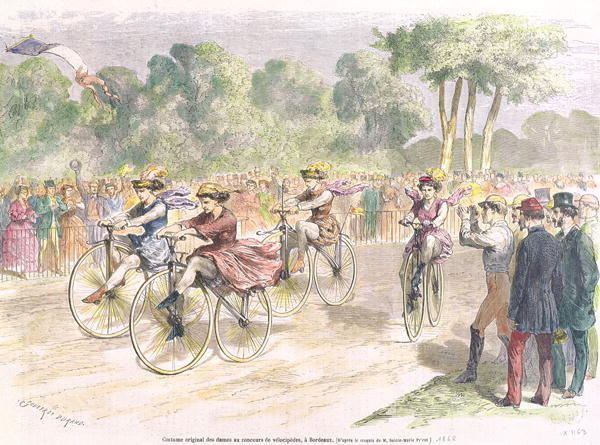
Course féminine de vélocipèdes en belles tenues, à Bordeaux en 1868.

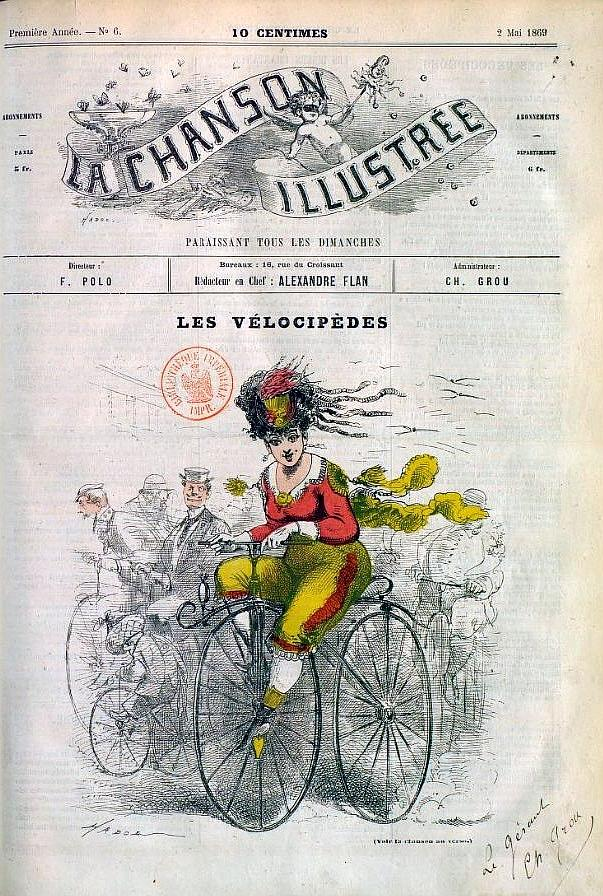
Illustration pour la chanson Les vélocipèdes (mai 1869 - Bibliothèque Impériale).

Des courses sur piste et sur routes sont organisées, la première course de fond (sur route) ayant relié Paris à Rouen le 7 novembre 1869 à l'initiative du bi-hebdomadaire Le Vélocipède illustré dirigé par Richard Lesclide et du fabricant la Compagnie parisienne des vélocipèdes.
L'éclosion d'une presse spécialisée, notamment Le Vélocipède Illustré est un témoignage de cet engouement.
La guerre de 1870 met fin à cette euphorie, qui traverse la Manche au profit des industries britanniques.
En 1886, Thomas Stevens publie le récit du premier tour du monde à vélocipède : en fait il s'agit d'un grand-bi. En 1892, Frank Lenz se lance à son tour dans l'aventure comme correspondant du magazine Outing avec un engin plus moderne entraîné par une chaîne et disposant de roues équipées de pneumatiques, mais, après avoir traversé les États-Unis, le Japon et l'Asie, il disparaît début 1893 en Turquie orientale.
Par la suite, les améliorations se multiplient. La chaîne et les pignons permettent d'installer le pédalier sous la selle. Dès 1889, les vélos peuvent rouler sur des boudins de caoutchouc gonflés d'air et fixés à la jante. Système plus confortable mais peu pratique : réparer ou changer un pneu crevé est une opération longue et délicate. Édouard et son frère André Michelin inventent un nouveau système de pneu avec chambre à air, qui est breveté en 1891. On raconte que l'idée leur serait venue après avoir rencontré un cycliste anglais demandant une réparation lors de son passage à Clermont-Ferrand. Le nouveau pneu est mis à l'épreuve de la réalité la même année par Charles Terront qui sort vainqueur de la première course cycliste Paris-Brest-Paris.
Ainsi équipé, le vélo prend son envol auprès d'une bourgeoisie en mal de sensations fortes, entraînée par quelques mordus célèbres comme Alfred Jarry ou Émile Zola. En mai 1892, La Bicyclette : journal d'informations vélocipédiques est fondé à Paris, puis en décembre, Le Vélo, un quotidien, fait son apparition, bientôt au milieu de dizaine d'autres périodiques sur le même sujet, dont l'ancêtre est Le Véloce-sport, lancé à Bordeaux en mars 1885, et qui fut influencé par la mode venue d'Angleterre.
Au premier Congrès international de l'automobile, en 1900, Georges Forestier rappelle le rôle du cyclisme ayant préparé et facilité la naissance de l'automobile.
Peu à peu le « vélo », produit en séries de plus en plus importantes, quitte le statut de loisir élégant pour devenir un engin de randonnée, de sport et même de transport : en 1914, plusieurs millions de Français l'avaient adopté, mettant à profit la dernière grande invention vélocipédique, le dérailleur promu et amélioré dans les années 1900 par le grand randonneur stéphanois promoteur du cyclotourisme Paul de Vivie au surnom évocateur : « Vélocio ». Pendant la Grande Guerre, le vélo connaît des applications utilitaires.

## Du vélocipède à la bicyclette
Les trois dernières décennies du XIXe siècle ont été consacrées au passage du vélocipède à la bicyclette. Une grande activité inventive est constatée dans les dépôts de brevets dans les années 1868, 1869 et 1870 jusqu'à la guerre de 1870. Vers 1880, un rythme soutenu dans les dépôts de brevets est retrouvé. De grandes sociétés industrielles comme les Frères Peugeot en 1882, la Manufacture d'armes et de cycles de Saint-Étienne en 1885 se lancent dans le cycle et font progresser les dépôts de brevets dans les années 1890. Cette année-là, on enregistre 101 dépôts de brevets, en 1897 ils sont 974, contre 217 pour l'automobile.
L 'évolution vers la bicyclette est caractérisée par les brevets d'invention déposés en :
- 1894 : la roue libre, par Ernst Sachs (brevet allemand n° 84193) ;
- 1897 : le dérailleur, par Charles M. Linley (brevet anglais n° 19280) ;
- 1898 : le freinage par rétropédalage ;
- 1901 : le changement de vitesse à l’anglaise, par James Archer (brevet anglais n° 15638) ;
- 1905 : le changement de vitesse par dérailleur[11].

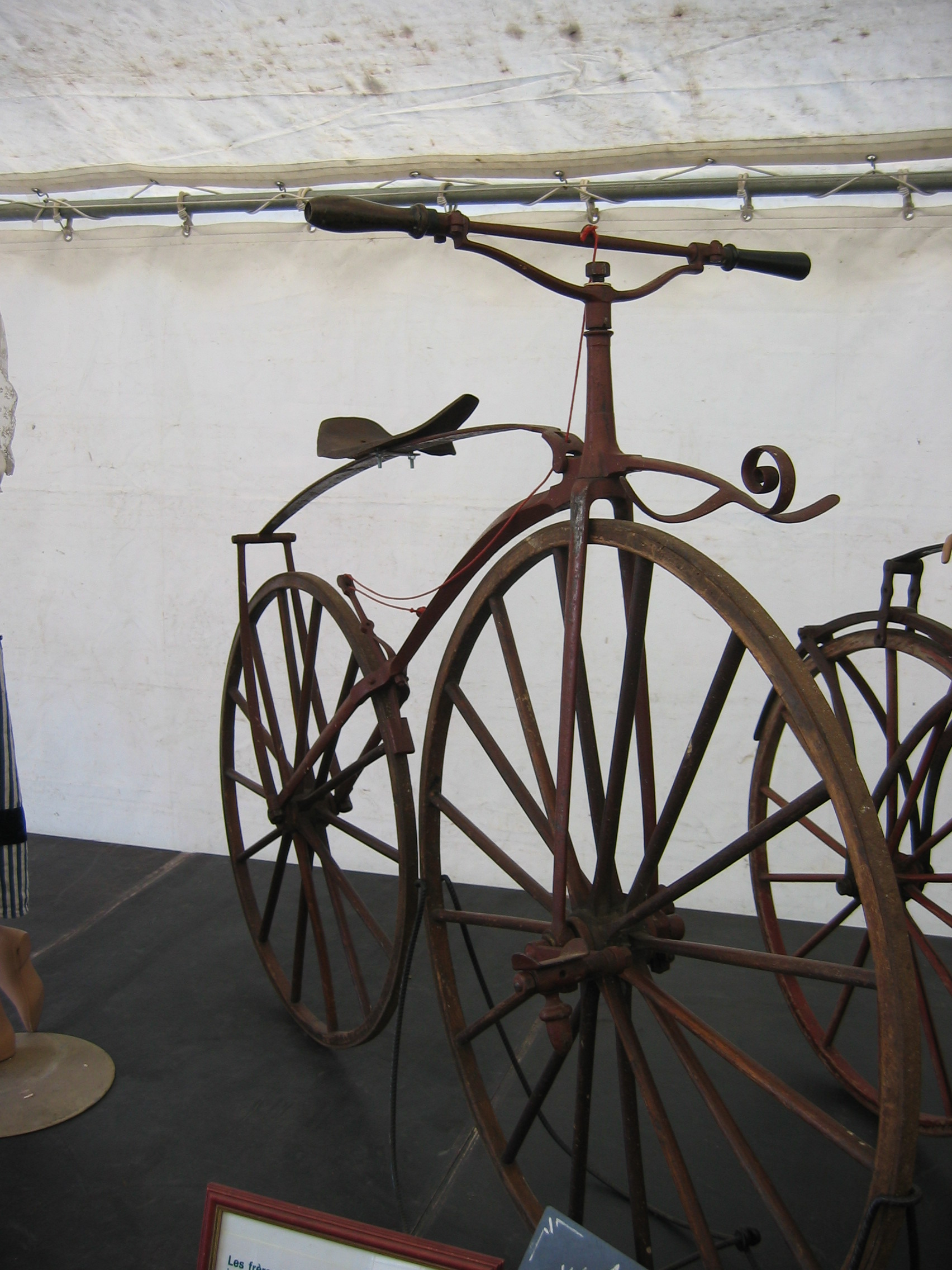
Un vélo Michaux de 1861.
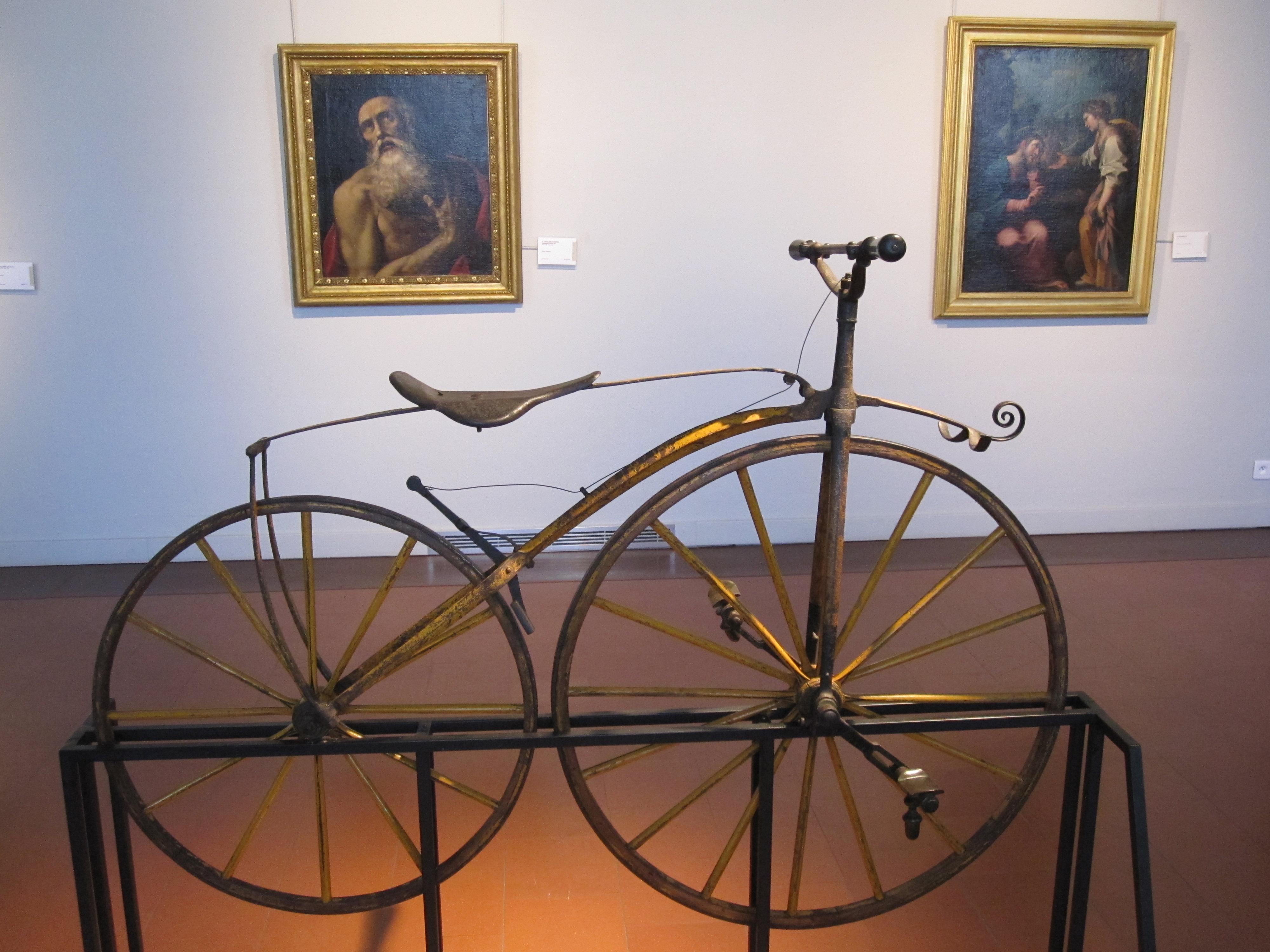
Vélocipède de Louis-Napoléon Bonaparte, dit Vélocipède IV (le fils de Napoléon III), vers 1869.
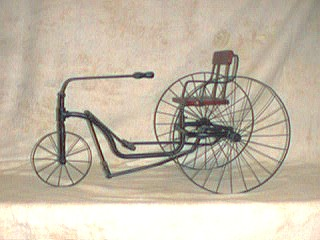
Un vélocipède à trois roues de 1880.
Évolution du vélocipède ou bicyclette, de la draisienne à nos jours.